# Takin indický
Takin indický (Budorcas taxicolor taxicolor) je poddruh takina (Budorcas taxicolor).

## Popis
Takini indičtí se vyskytují v Číně, Indii a Myanmaru v nadmořské výšce 2500–4500 metrů. Žijí v menších smíšených stádech o 10–30 kusech. Živí se trávou, listy a výhonky bambusu a různých dřevin. Výška v kohoutku 100–130 cm, délka těla 170–220 cm, délka ocasu 15–20 cm. A váží 150–350 kg. Dožívá se 12–15 let, v lidské péči až 20 let.

## Rozmnožování
Délka březosti trvá asi 200–220 dnů. Žije ve stádech o 10–30 kusech.

## Potrava
Potravou je tráva, listy či výhonky bambusu a různých dřevin, hlavně pěnišníků.

## Chov v zoo
Takinové indičtí nebývají chováni příliš často, momentálně (2018) je chová v rámci Evropy 33 zoo. V Česku se jedná o čtyři zařízení:
- Zoo Brno
- Zoo Děčín
- Zoopark Chomutov
- Zoo Praha – český prvoodchov[3]

V roce 2017 se podařilo odchovat mláďata hned ve třech ze čtyř zmíněných zoo (Brno, Chomutov, Praha).
Na Slovensku mají takiny indické v Zoo Košice.

### Chov v Zoo Praha
První zvířata tohoto poddruhu přišla do Zoo Praha z německého Tierparku Berlin v roce 1998. Jednalo se o první takiny v Česku. První úspěšný odchov se podařil o tři roky později. Jednalo se o vůbec první odchov takina v českých zoo, ale zároveň o pohrobka. Samice Jiřinka se totiž narodila až po úmrtí svého otce v roce 2000. Od té doby se do roku 2009 narodilo již dalších šest mláďat. Roku 2014 přišlo na svět první mládě páru Bashari (samice z Chomutova) a Micha (samec z Tierparku Berlin). Předkové Michy pocházejí z volné přírody, a tak jsou jeho potomci geneticky cenní. V roce 2017 přišlo na svět mládě 28. února (rodiči opět Bashari a Micha). V lednu 2019 dorazil ze Zoo Brno samec Simon. 5. dubna 2019 se narodila samice.

## Zajímavost
Kůže takinů produkuje olej, který efektivně impregnuje jejich srst a chrání tak zvířata proti dešti a mlhám. Rohy mají na hlavě obě pohlaví, u samců dosahují délky až 60 cm.